# Midland (Pennsilvània)
Midland és una població dels Estats Units a l'estat de Pennsilvània. Segons el cens del 2000 tenia 3.137 habitants.

## Demografia
Segons el cens del 2000, Midland tenia 3.137 habitants, 1.424 habitatges, i 817 famílies. La densitat de població era de 593,7 habitants/km².
Dels 1.424 habitatges en un 24,6% hi vivien nens de menys de 18 anys, en un 34,1% hi vivien parelles casades, en un 18,1% dones solteres, i en un 42,6% no eren unitats familiars. En el 38,7% dels habitatges hi vivien persones soles el 19,5% de les quals corresponia a persones de 65 anys o més que vivien soles. El nombre mitjà de persones vivint en cada habitatge era de 2,19 i el nombre mitjà de persones que vivien en cada família era de 2,91.
Per edats la població es repartia de la següent manera: un 23,2% tenia menys de 18 anys, un 8,2% entre 18 i 24, un 25,8% entre 25 i 44, un 19% de 45 a 60 i un 23,8% 65 anys o més.
L'edat mediana era de 40 anys. Per cada 100 dones de 18 o més anys hi havia 76,7 homes.
La renda mediana per habitatge era de 23.117 $ i la renda mediana per família de 31.887 $. Els homes tenien una renda mediana de 27.261 $ mentre que les dones 20.078 $. La renda per capita de la població era de 17.066 $. Entorn del 17,3% de les famílies i el 20,3% de la població estaven per davall del llindar de pobresa.

## Poblacions més properes
El següent diagrama mostra les poblacions més properes.